# 和泉府中

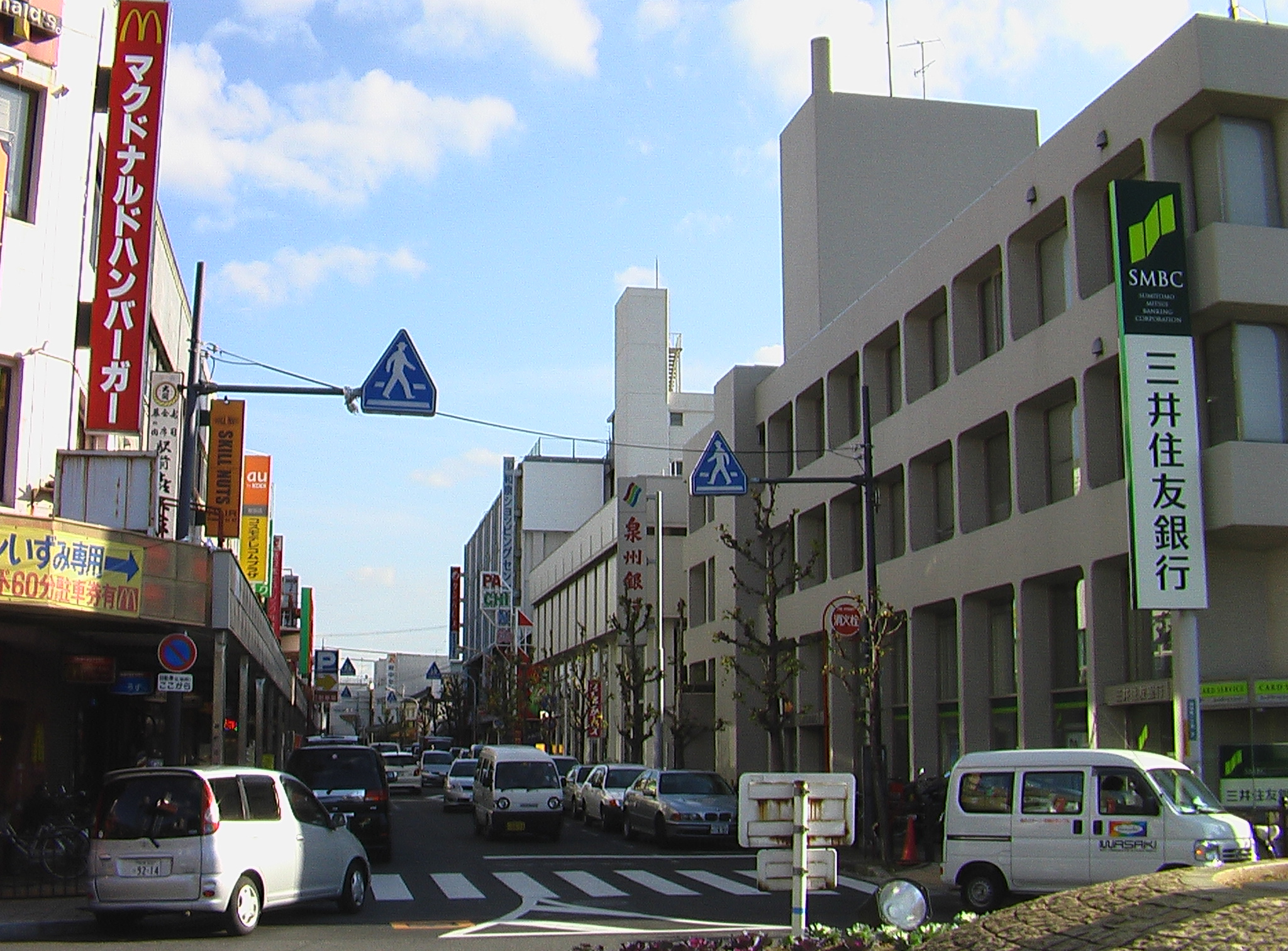
和泉府中（和泉市域）
大阪府和泉市府中町1丁目 他

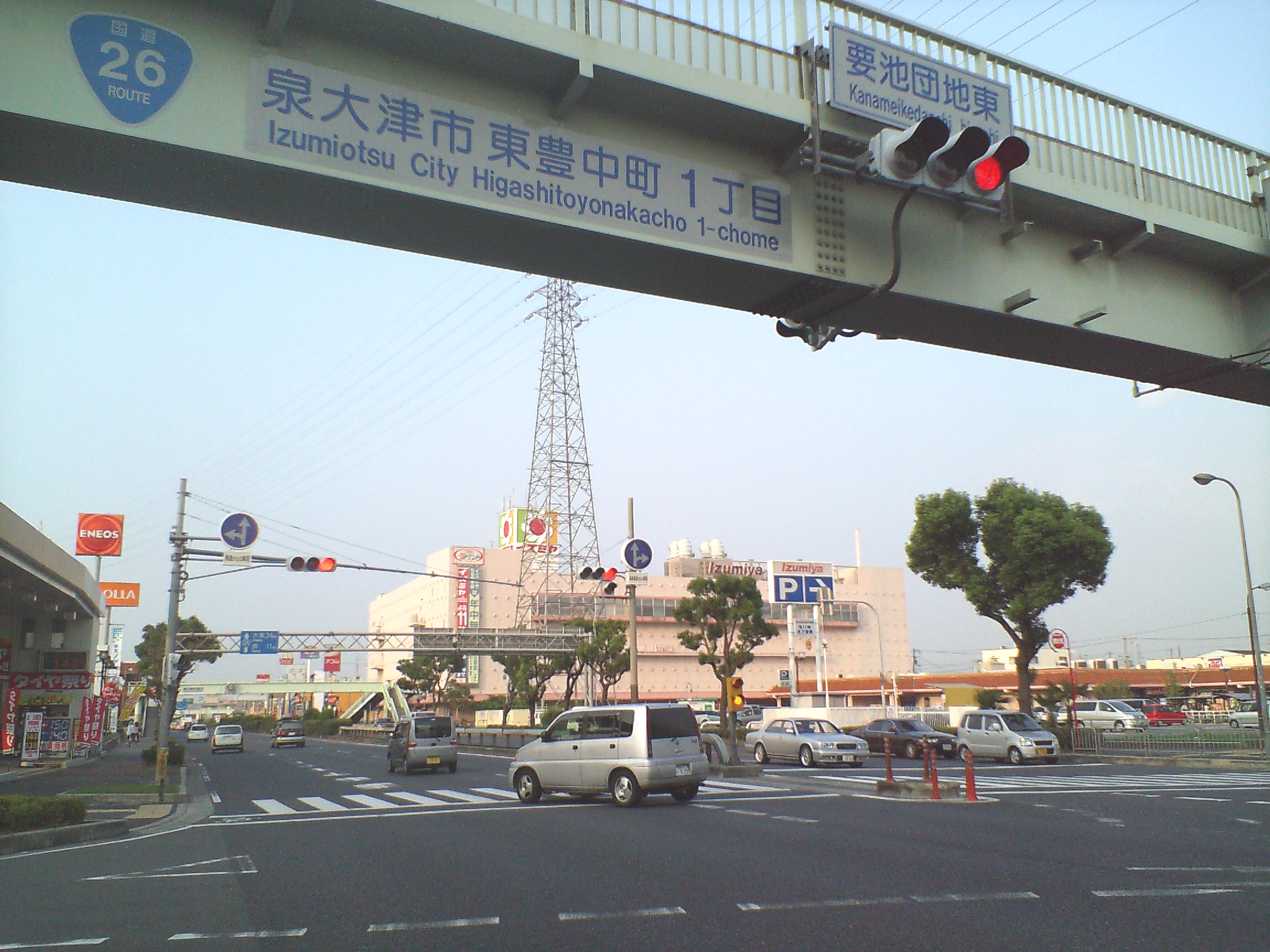
和泉府中（泉大津市域）
大阪府泉大津市東豊中町1丁目 他

和泉府中（いずみふちゅう）は、大阪府和泉市府中町にあるJR阪和線「和泉府中駅」の周辺地域に対する呼称。和泉市府中町5丁目に和泉国の国府があったとされている。国衙遺跡は発掘されていないが、天平期の須恵器・土師器が多数発掘されており、溝や柱の遺構の向きも条里の向きと一致している。

## 概要
1929年（昭和4年）7月18日に、現在の和泉府中駅が当時の阪和電気鉄道の駅として開業。1933年（昭和8年）4月1日 には、泉北郡に属していた伯太村、国府村、郷荘村の3村が合併し、和泉町が発足。1956年（昭和31年）9月1日、和泉町は、同じく泉北郡に属していた北池田村、南池田村、横山村、南横山村、北松尾村、南松尾村の6村と合併し、和泉市となった。
なお、和泉府中駅を中心とする経済圏的な意味で『和泉府中』と呼ばれる地域の範囲には、府中町、肥子町、井ノ口町、伯太町などの和泉市域の他、豊中町、東豊中町、穴田、我孫子、板原町など、泉大津市の穴師地区東側も含まれており、店名に『和泉府中』を冠するショッピングセンターや飲食店なども多くある。
他の地域の府中と同様に、地元泉州の人々からは、単に府中と呼ばれることが多い。

## 和泉府中の主な施設

### 公共施設
- 和泉市役所 本庁舎

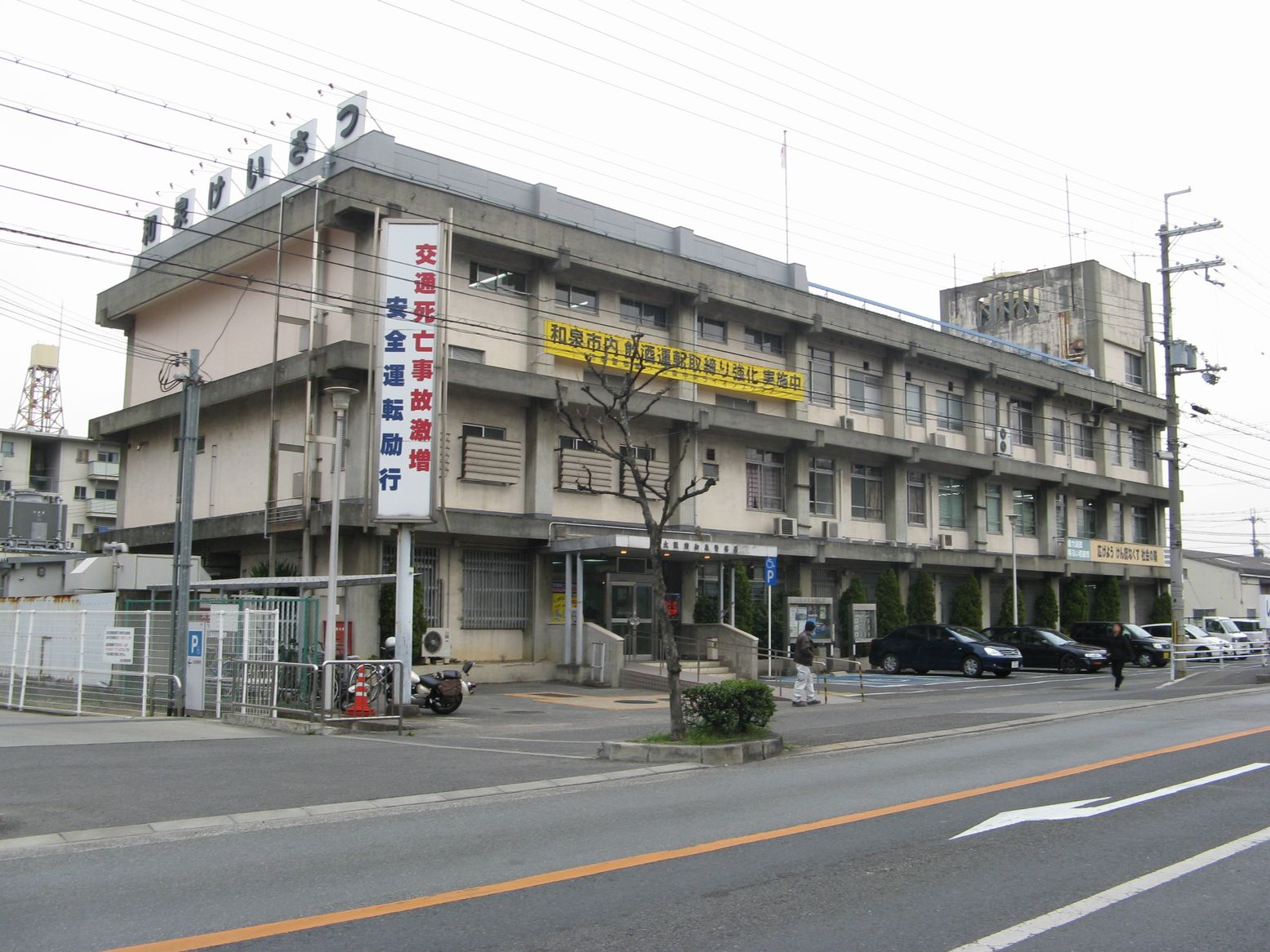
大阪府警和泉警察署
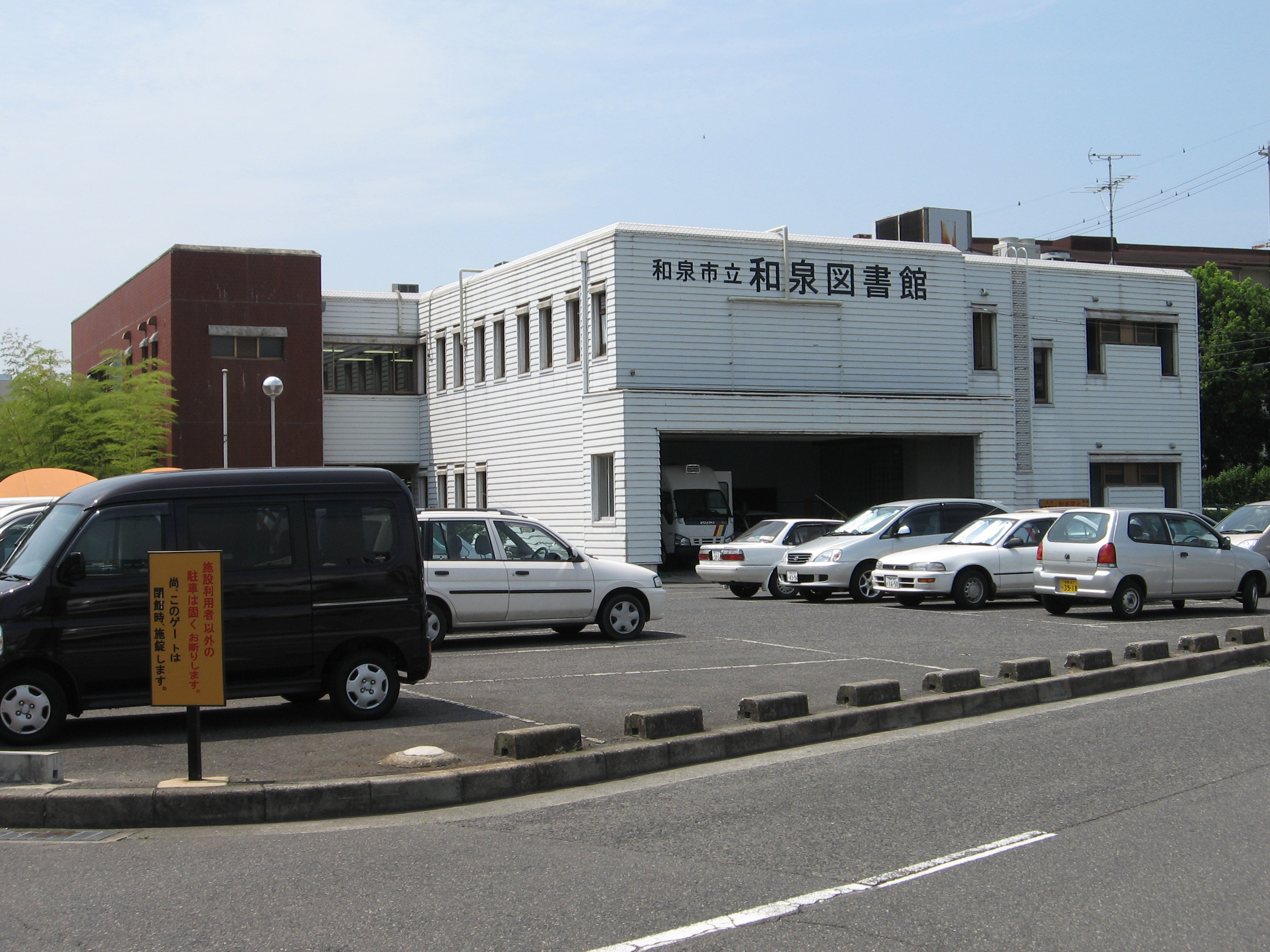
和泉市立図書館 - 和泉図書館
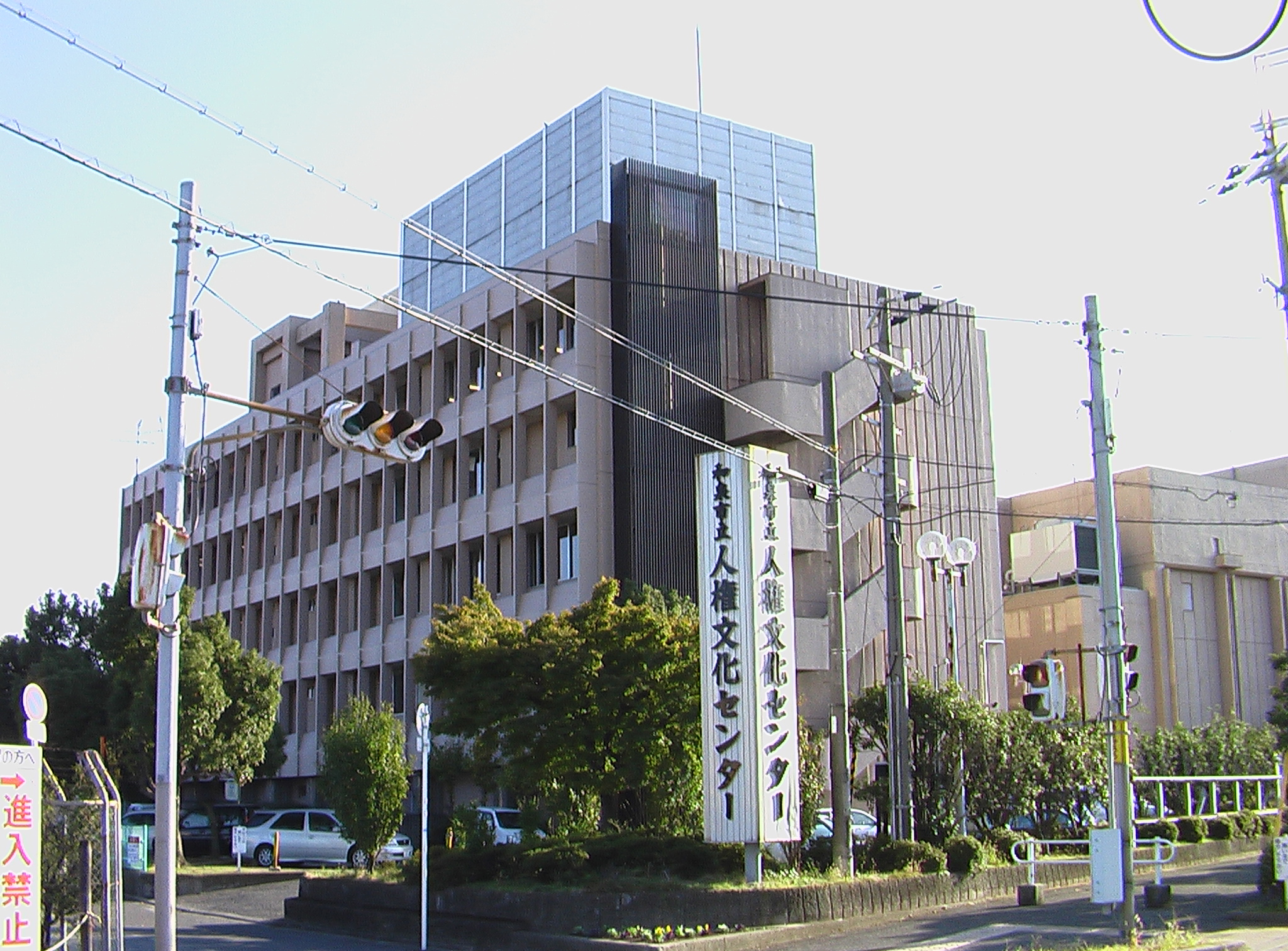
和泉市立人権文化センター
  - にじのとしょかん（和泉市立人権文化センター）
- 和泉市消防本部] 府中出張所
- 大阪府和泉保健所
  - 府民健康プラザ
- 大阪府立弥生文化博物館
- 池上・曽根遺跡
  - 池上曽根遺跡史跡公園
  - 池上曽根弥生学習館

- 大阪府警 和泉警察署
- 和泉市立和泉図書館
- 和泉市立人権文化センター

### ショッピングセンターや飲食店など（主なもの）

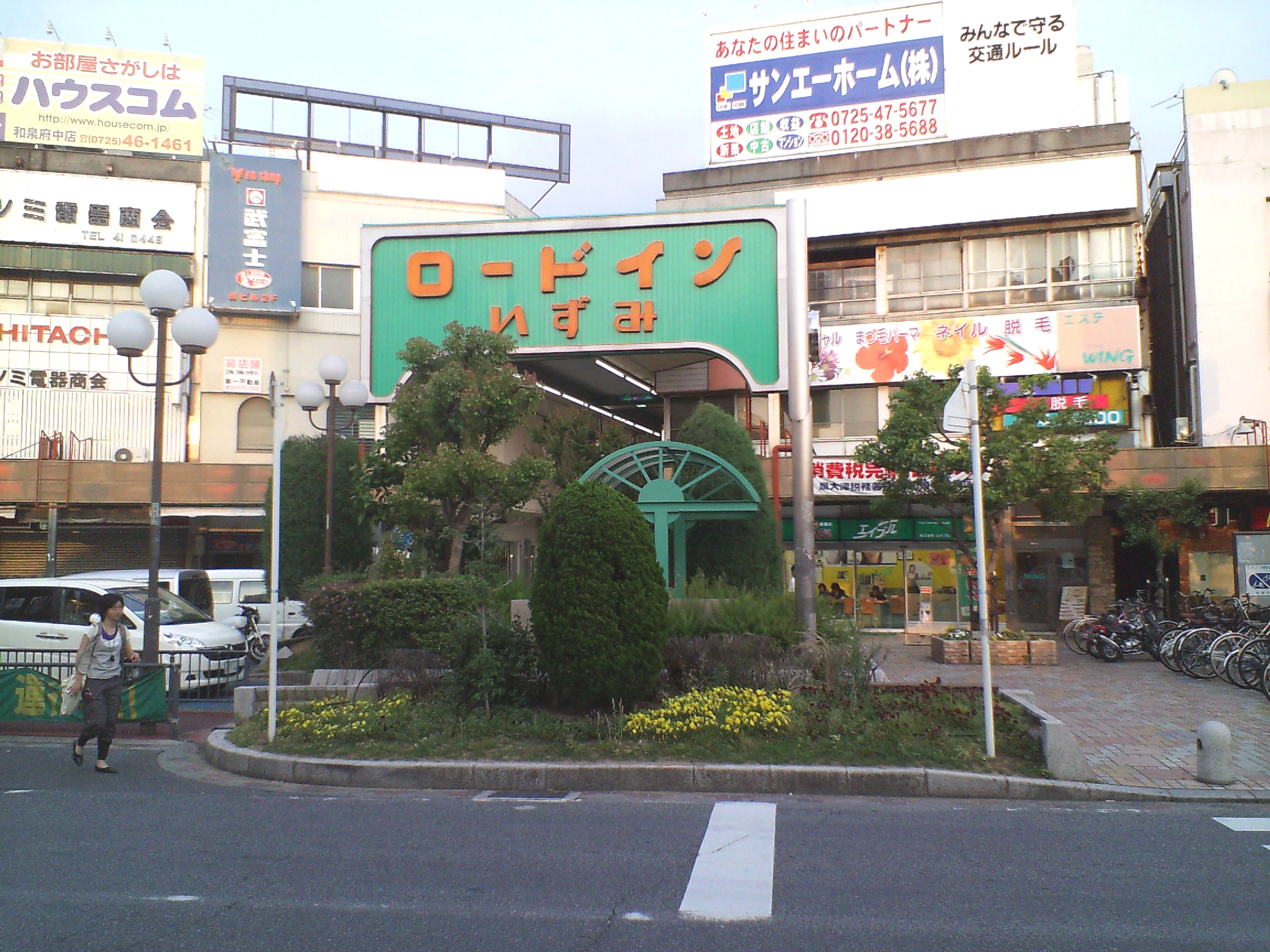
ロードインいずみ

- イオン和泉府中店
旧 和泉府中サティ
- フチュール和泉
コノミヤ和泉府中店など、複数の小売店が入居する駅前再開発ビル。
- カナートモール和泉府中 旧 イズミヤ和泉府中店
- マザーピア 和泉府中店　現在は閉店。建物はそのまま残されている。
「マザーピア」とは、家電量販大手の上新電機が運営するドラッグストア。
- auショップ 和泉府中
- 山陽マルナカ 泉大津店
- スシロー 和泉府中店
- ジョリーパスタ 泉大津店
- 餃子の王将 和泉府中JR駅前店
- 和食さと 和泉府中店
- ラーメンむさし 和泉府中店
- ロードインいずみ（和泉府中駅 駅前商店街）
- 和泉ショッピングセンター
- 万代 和泉府中店

### 金融機関
- 池田泉州銀行 和泉支店（旧：泉州店『■』）
- 三井住友銀行
  - 和泉支店
    - 和泉ローンプラザ

  - 和泉市役所出張所（ATM）
- りそな銀行 イズミヤ和泉府中店出張所（ATM）

### 企業
- サンエーホーム株式会社] 和泉支店
- 株式会社府中ガスセンター（大阪ガスサービスショップ）
- 西日本電信電話株式会社（NTT西日本） 泉州営業所
- 森田電工株式会社
- 日本酪農協同株式会社 近畿工場（毎日牛乳）

### 教育施設

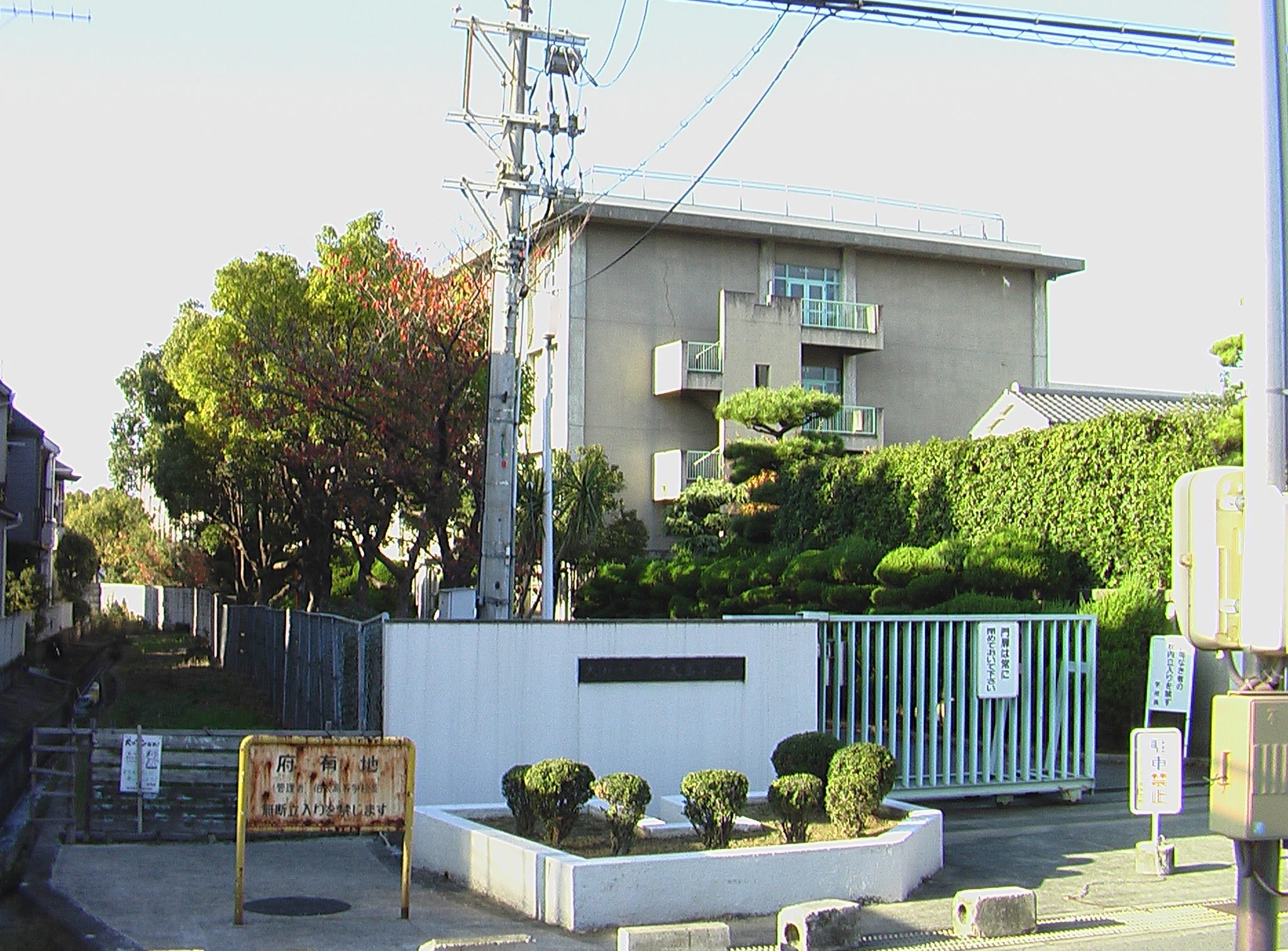
大阪府立伯太高等学校
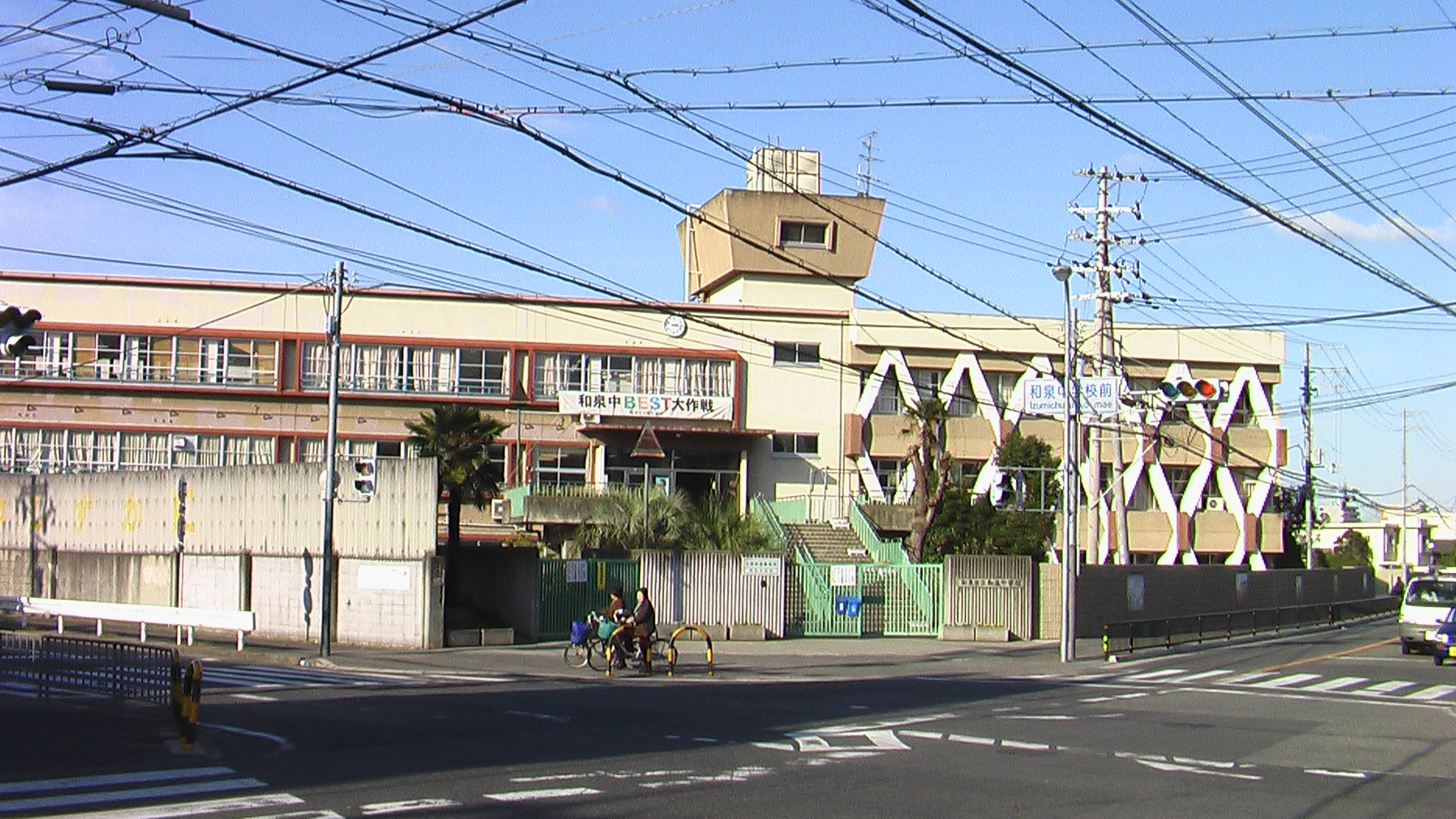
和泉市立和泉中学校
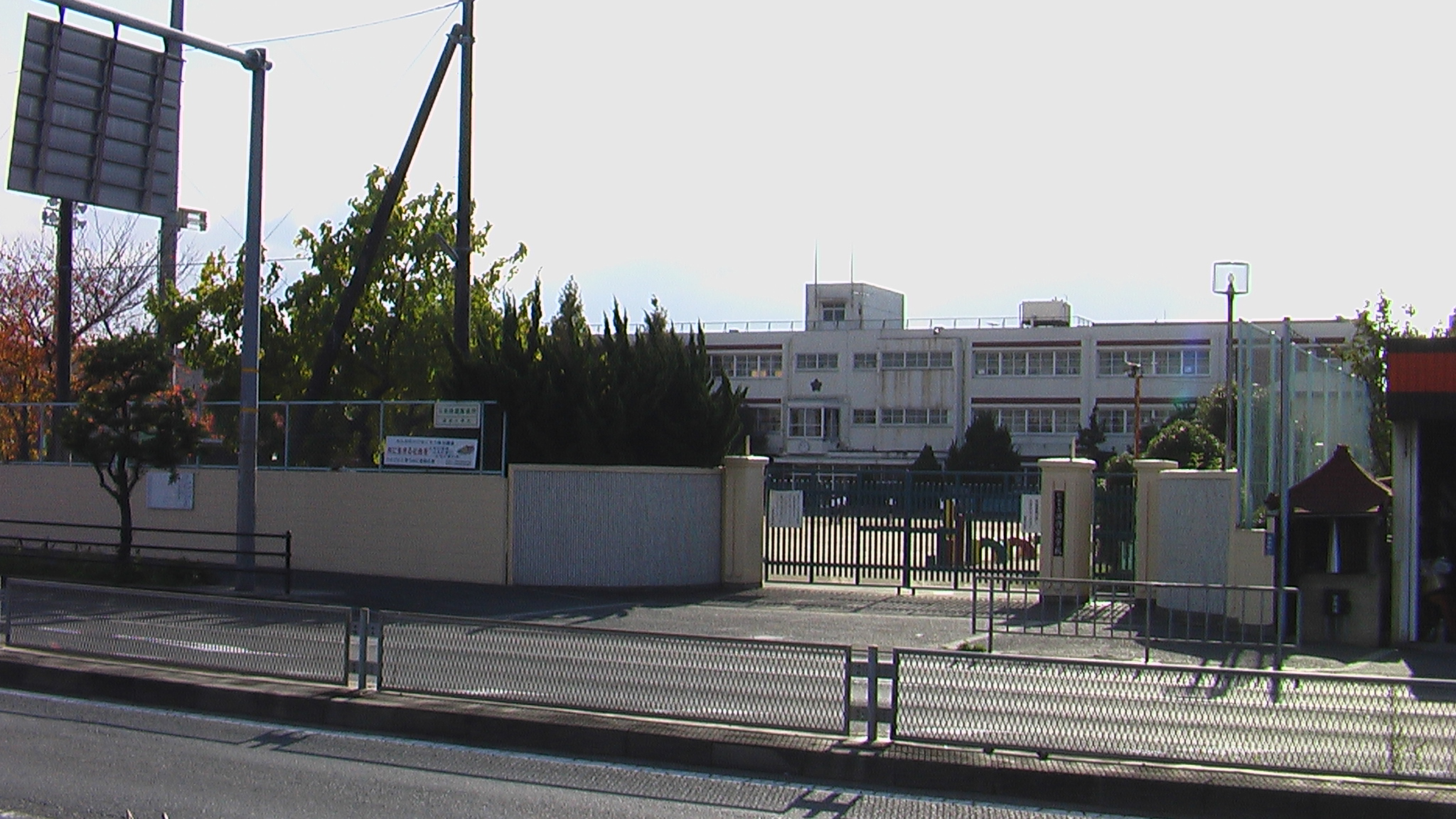
和泉市立国府小学校

- 大阪府立伯太高等学校
- 和泉市立和泉中学校
- 和泉市立国府小学校

### 医療関係

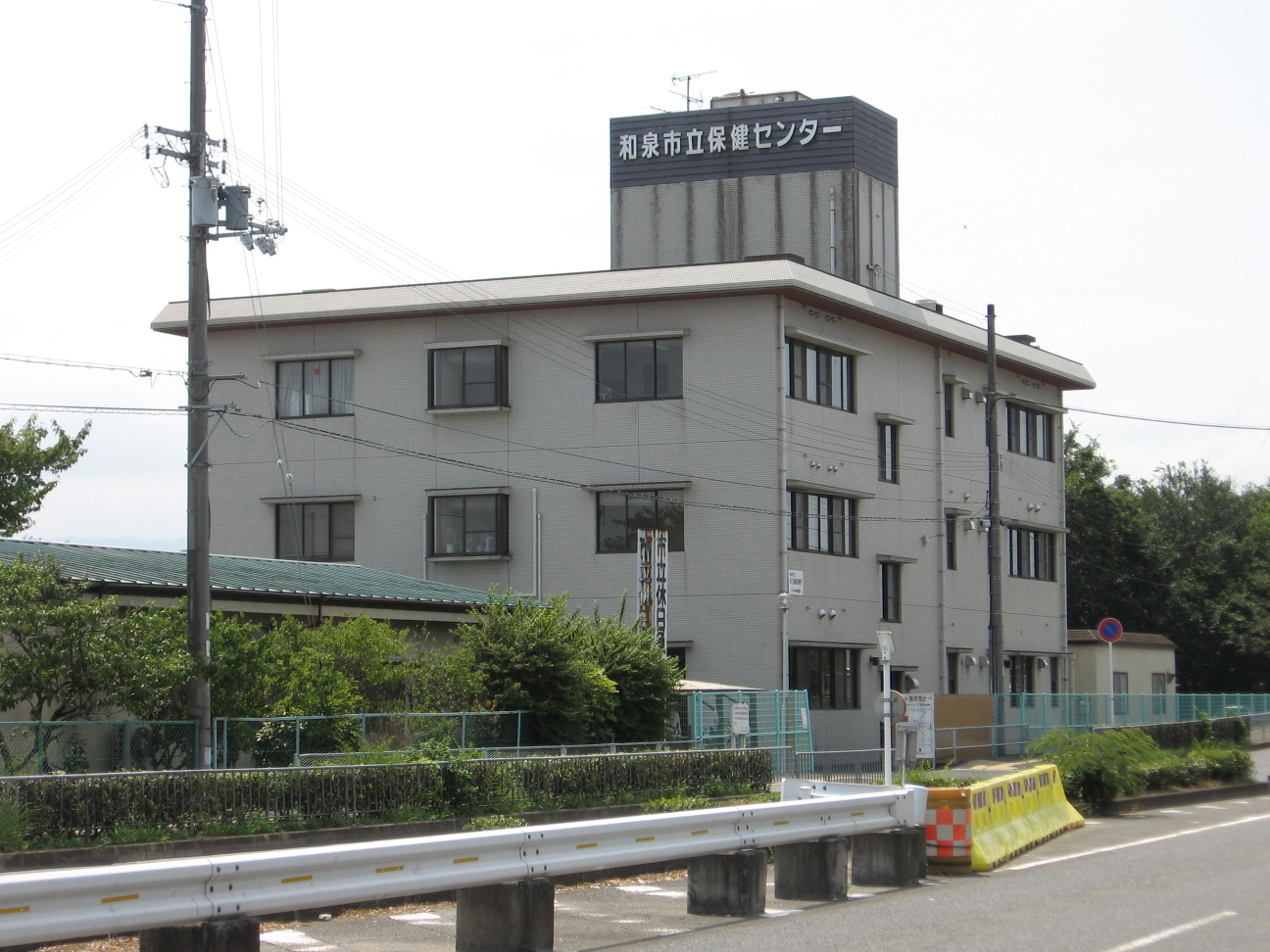
和泉市立保健センター
- 和泉市立休日急病診療所
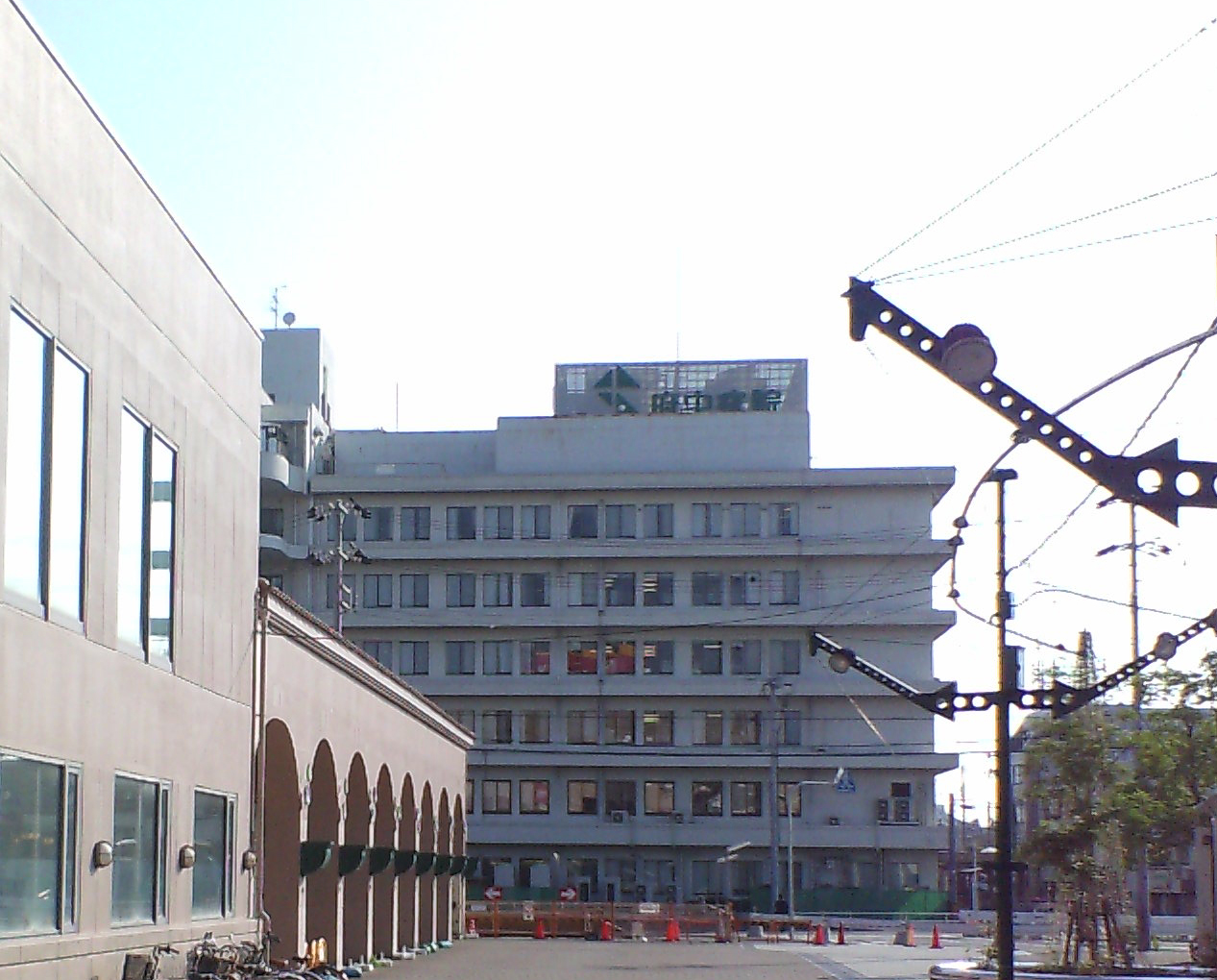
府中病院

- 和泉市立保健センター
- 生長会 府中病院

## 交通機関

### 鉄道路線
- JR西日本 阪和線 - 和泉府中駅

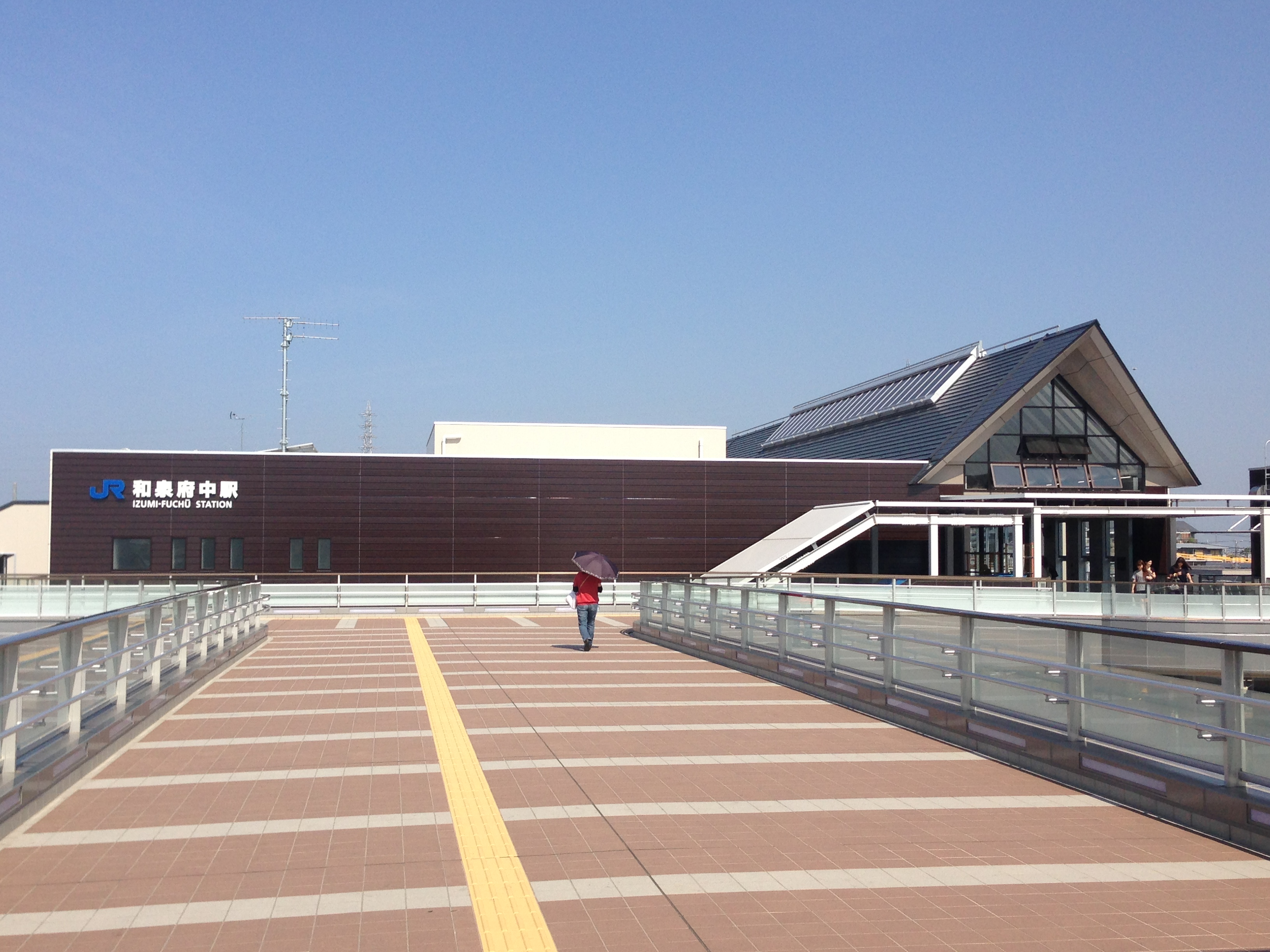
JR阪和線 和泉府中駅

### 路線バス
- 南海バス

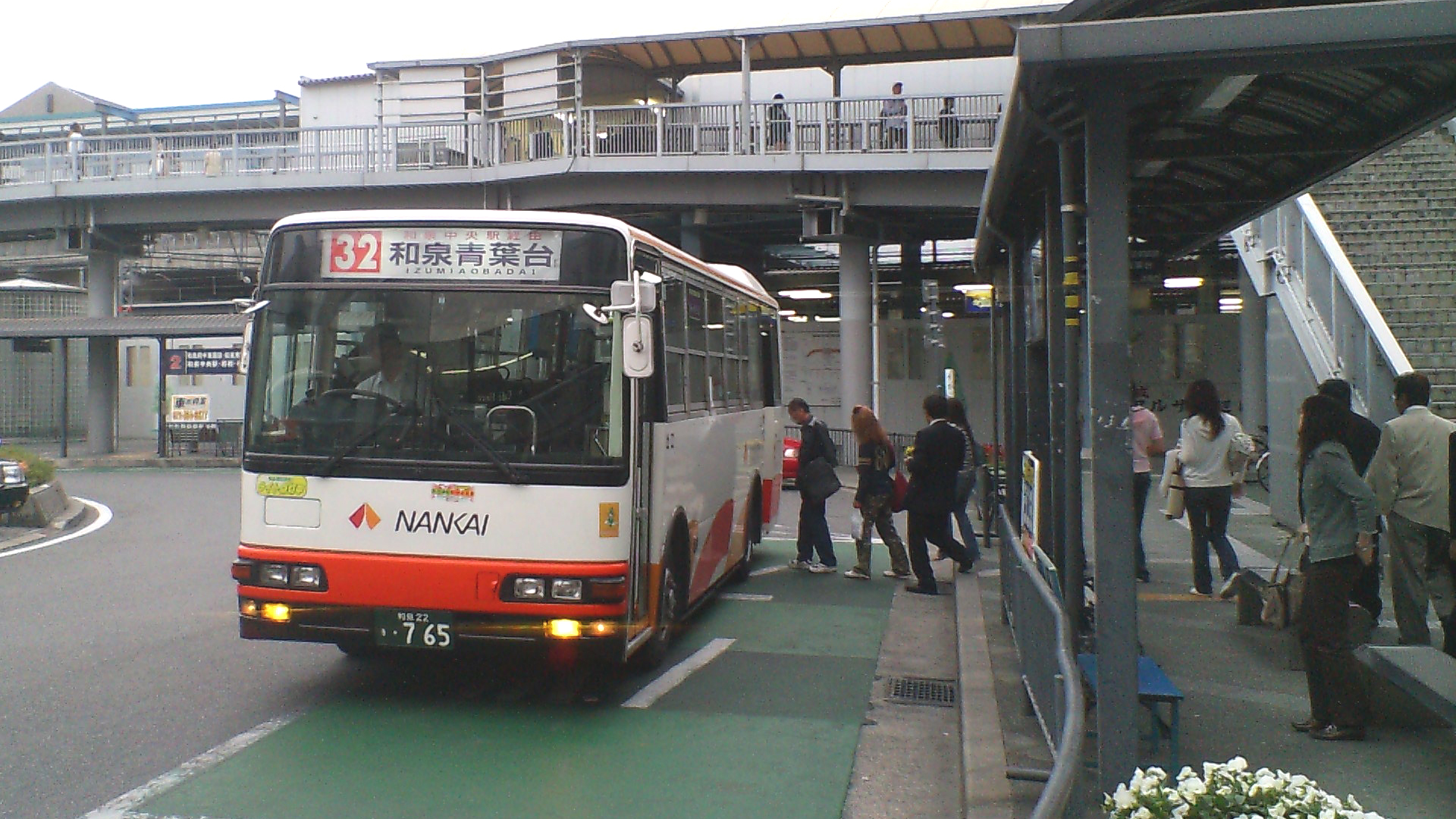
和泉府中を走る南海バスの車両 1 南海本線「泉大津」駅前から出ている。
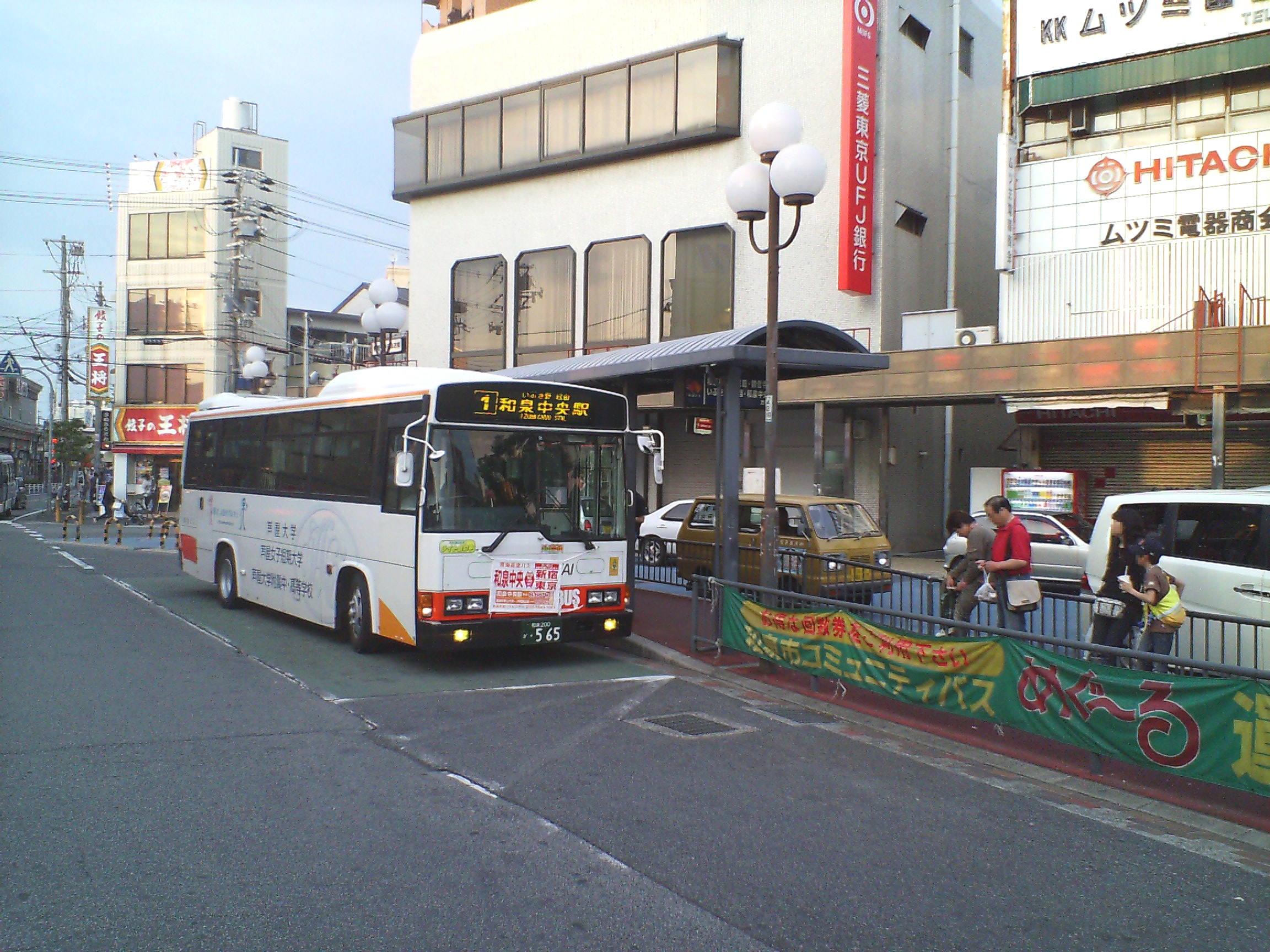
和泉府中を走る南海バスの車両 2 JR阪和線「和泉府中」駅前発のバスもある。

### 深夜急行バス
- 南海バス - 南海深夜急行バス

### 通学バス
- 桃山学院大学

## 主要な道路
- 国道26号 （第二阪和国道）　
堺・大阪方面　←→　阪南・和歌山方面
- 国道480号
泉大津市・和泉市　→　紀の川・高野山・有田方面
- 大阪府道30号大阪和泉泉南線（通称：13号線）
- 大阪府道38号富田林泉大津線